# Alia Delia Eichinger
Alia (Aliah) Delia Eichinger (* 19. Juli 2001 in Freyung) ist eine deutsche Freestyle-Skierin und Olympionikin. Sie startet in den Disziplinen Halfpipe, Slopestyle und Big Air.

## Werdegang
Eichinger, die für den DJK SV Sankt Oswald startet, wuchs in einer Skifahrerfamilie im Bayerischen Wald auf und absolvierte im Februar 2017 in Bischofswiesen ihren ersten Wettbewerb im Europacup, den sie auf dem fünften Platz im Big Air beendete. Im Freestyle-Skiing-Weltcup startete sie erstmals im Dezember 2017 in Mönchengladbach und errang dabei den sechsten Platz im Big Air. In der Vorbereitung zur Saison 2018/19 erlitt sie einen Kreuzbandriss und fiel dadurch die komplette Saison 2018/19 aus. In der Saison 2019/20 kam sie im Europacup zweimal auf den dritten und dreimal auf den zweiten Platz und erreichte damit jeweils den zweiten Platz in der Halfpipe-Disziplinenwertung und Slopestyle-Disziplinenwertung und wurde somit Europacup-Gesamtsiegerin 2020. Bei den Weltmeisterschaften im März 2021 in Aspen belegte sie den 21. Platz im Big Air und den 15. Rang im Slopestyle. Nach zwei 19. Plätzen und Rang 17 zu Beginn der Saison 2021/22, wurde sie in Mammoth Neunte im Slopestylefinale und qualifizierte sich damit für die Olympischen Winterspiele in Peking. Dort errang sie im Februar 2022 den 18. Platz im Big Air und den 17. Platz im Slopestyle.

## Erfolge

### Olympische Spiele
- 2022 Peking: 17. Slopestyle, 18. Big Air

### Weltmeisterschaften
- 2021 Aspen: 15. Slopestyle, 21. Big Air

### Weltcup
| Saison  | Gesamt | Gesamt | Park & Pipe | Park & Pipe | Slopestyle | Slopestyle | Big Air | Big Air |
| Saison  | Platz  | Punkte | Platz       | Punkte      | Platz      | Punkte     | Platz   | Punkte  |
| ------- | ------ | ------ | ----------- | ----------- | ---------- | ---------- | ------- | ------- |
| 2017/18 | 131.   | 8      | –           | –           | –          | –          | 11.     | 40      |
| 2020/21 | –      | –      | 34.         | 33          | 27.        | 23         | 21.     | 10      |

### Europacup
- Saison 2019/20: 2. Halfpipe-Disziplinenwertung, 2. Slopestyle-Disziplinenwertung

- fünf Podestplätze
- Europacup-Gesamtsieg 2020